# Tadeusz Czarnobrywy
Tadeusz Czarnobrywy (ur. 25 maja 1919 w Sokalu, zm. 31 grudnia 1979 w Buenos Aires) – polski działacz emigracyjny w Argentynie, harcmistrz.

## Życiorys
Urodził się 25 maja 1919 w Sokalu. Pochodził ze Lwowa, gdzie w okresie II Rzeczypospolitej zamieszkiwał na Cetnarówce. Studiował na Wydziale Elektrotechnicznym Politechniki Lwowskiej. Zaangażował się w harcerstwo. We Lwowie dowodził drużyną harcerską oraz zespołem piłki nożnej. Przed 1939 uzyskał stopień podharcmistrza, w tym roku był lustratorem drużyn harcerskich w Sokalu. We Lwowie podjął także studia techniczne.
Według jednych źródeł brał udział w kampanii wrześniowej jako plutonowy podchorąży 3 pułku piechoty, dostał się do niewoli, był jeńcem niemieckiego Stalagu X B w Sandbostel. Według innego przekazu był organizatorem i dowódcą Komendy Pogotowia Harcerskiego podczas obrony Lwowa, po czym przedostał się przez Węgry na Zachód i był żołnierzem Polskich Sił Zbrojnych.
Po zakończeniu wojny pozostał na emigracji. 29 marca 1949 przybył do Argentyny i tam osiadł. Tam był właścicielem fabryki ciężkiego sprzętu aparatów i instrumentów elektrycznych. Jednocześnie zaangażował się w działalność wielu organizacji o charakterze społecznym, religijnym, kombatanckim, charytatywnym i niepodległościowym. Był organizatorem i przewodniczącym Związku Harcerstwa Polskiego w Argentynie. Uzyskał stopień harcmistrza. Podczas V Zjazdu Okręgu ZHP 15 kwietnia 1956 w Buenos Aires został wiceprzewodniczącym zarządu. Był czynnym członkiem Związku Polaków w Argentynie, w 1952 został referentem młodzieżowym, później był prezesem tej organizacji. Był prezesem Stowarzyszenia Polskich Kombatantów w Argentynie. Jako reprezentant tego oddziału w listopadzie 1976 uczestniczył w Walnym Zjeździe Federacji Światowej SPK w Londynie. W 1966 został awansowany przez władze RP na uchodźstwie na stopień porucznika artylerii. Działał w Skarbie Narodowym. Udzielał się także w chórze im. Chopina. Przystąpił także do emigracyjnego Koła Lwowian.
Jako prezes Związku Polaków w Argentynie w 1978 został przyjęty na audiencji przez papieża Polaka, Jana Pawła II. Był żonaty z Wandą, miał dwie córki. Zmarł 31 grudnia 1979 w Buenos Aires.

## Ordery i odznaczenia
- Krzyż Oficerski Orderu Odrodzenia Polski (24 kwietnia 1979)[16]
- Krzyż Kawalerski Orderu Odrodzenia Polski[4]
- Złoty Krzyż Zasługi (11 listopada 1965)[17]
- wojskowe odznaczenia polskie i zagraniczne[4]
- polskie odznaki organizacyjne[4]
- Złota odznaka honorowa Koła Lwowian w Londynie (1978)[18]